# Elsa Woutersen-van Doesburgh
Elsa Louisa Hannelina Woutersen-van Doesburgh (* 7. Dezember 1875 in Amsterdam; † 8. März 1957 in Bloemendaal) war eine niederländische Malerin.

## Leben
Elsa Louisa Hannalina van Doesburgh wurde am 7. Dezember 1875 in Amsterdam geboren. Sie heiratete am 12. Juni 1911 in Amsterdam Wouter Petrus Woutersen.
Van Doesburgh besuchte die Kunstgewerbeschule Quellinus und belegte außerdem einen Zeichenkurs an der „Industrieschool van de Maatschappij voor den Werkenden Stand“ in Amsterdam. Von 1892 bis 1899 besuchte sie gleichzeitig mit den Amsterdamse Joffers die Damenklasse der Rijksacademie in Amsterdam. Dort studierte sie bei August Allebé und nahm bei Coba Ritsema Unterricht. Danach lebte sie in Brüssel und studierte bei François Taelemans. Von 1899 bis 1900 lebte sie in Stuttgart und studierte bei Robert von Haug. Danach kehrte sie nach Amsterdam zurück und wurde Schülerin von Jacob Ritsema. 1910 wurde sie mit dem Willink van Collenprijs ausgezeichnet. Ab 1911 lebte sie in Haarlem.
Sie war Mitglied von Arti et Amicitiae in Amsterdam, von Kunst Zij ons Doel und der Künstlergruppe De Spaak in Haarlem.

## Werk
Elsa Woutersen-van Doesburgh malte Figuren, Porträts, Stillleben und die Höfe von Haarlem. In Haarlem lebte sie einige Zeit. Ihr Stil war ein glatter, impressionistischer. Bekannt wurde sie durch ihre Miniaturporträts und Illustrationen für Zeitschriften.
Werke von ihr befinden sich unter anderem im Frans Hals Museum in Haarlem.
1899 war sie in einer Gemeinschaftsausstellung des Württembergischen Malerinnenvereins in Stuttgart vertreten und 1910 bei der Weltausstellung in Brüssel. 1955 hatte sie eine Einzelausstellung im Gebäude der Waage von Haarlem, in deren Obergeschoss die Künstlervereinigung Kunst Zij ons Doel ab 1821 ihren Sitz hatte. 1975 widmete ihr das Teylers Museum eine Einzelausstellung.